# Saint-Loup (Manche)
Saint-Loup ist eine französische Gemeinde mit 678 Einwohnern (Stand: 1. Januar 2022) im Département Manche in der Region Normandie. Die Gemeinde gehört zum Arrondissement Avranches und zum Kanton Isigny-le-Buat. Die Einwohner werden Lupéens genannt.

## Geographie
Saint-Loup liegt etwa 52 Kilometer südsüdwestlich von Saint-Lô und etwa fünf Kilometer ostsüdöstlich des Stadtzentrums von Avranches. Umgeben wird Saint-Loup von den Nachbargemeinden Saint-Senier-sous-Avranches im Norden und Nordosten, Saint-Ovin im Osten und Nordosten, Saint-Quentin-sur-le-Homme im Süden und Südosten sowie Saint-Martin-des-Champs im Westen.

## Bevölkerungsentwicklung
| Jahr                       | 1962 | 1968 | 1975 | 1982 | 1990 | 1999 | 2006 | 2018 |
| Einwohner                  | 298  | 307  | 363  | 429  | 460  | 474  | 564  | 694  |
| Quellen: Cassini und INSEE |      |      |      |      |      |      |      |      |

## Sehenswürdigkeiten
- Kirche Saint-Loup aus dem 12. Jahrhundert, seit 1921 Monument historique

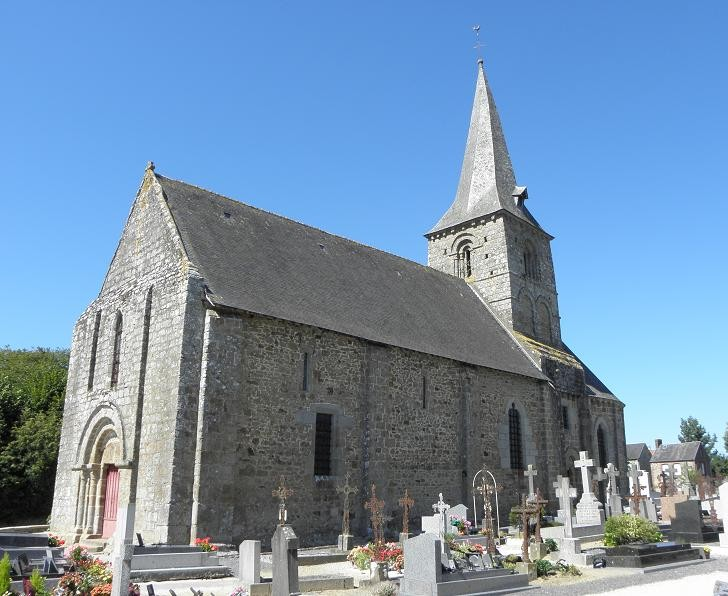
Kirche Saint-Loup